# Teodoro I Lascaris
Teodoro I Lascaris (in greco Θεόδωρος Α' Λάσκαρις?, Theodōros I Laskaris; Costantinopoli, 1174 circa – Nicea, novembre 1221) è stato un imperatore bizantino.
Fu basileus dei romei dal 19 marzo 1205 fino alla morte.

## Biografia

### Origini
Teodoro Lascaris nacque in una data imprecisata attorno al 1174 (Niceforo Gregora scrisse che aveva circa 30 anni al momento dell'ascesa al trono nel 1205) in una famiglia nobile dell'Asia Minore ma non particolarmente rilevante, connessa alla famiglia imperiale dei Comneni e a diverse altre casate quali gli Angeli e i Foca; non sono noti i nomi dei genitori ma è attestato che aveva non meno di quattro fratelli, ovvero Costantino, Giorgio, Alessio, Isacco, e due fratellastri Manuele e Michele Tzamanturos.
Grazie a Giorgio Acropolite si sa anche che non aveva una statura elevata, capelli scuri e che, verso la fine della sua vita, portava una folta barba biforcuta; il contemporaneo Niceta Coniata scrisse che era un soldato coraggioso e fiero.

### Giovinezza
Nulla è noto della sua vita precedentemente all'assunzione al trono salvo il fatto che ricoprì il titolo di sebastos e di protovestiarites: il primo titolo era un titolo di corte riservato per i parenti dell'imperatore; il secondo comportava il comando di un'unità di cadetti delle guardie al Palazzo delle Blacherne.
La sua posizione a corte migliorò notevolmente con l'ascesa al trono di Alessio III Angelo il quale, privo di figli maschi, cercò di risolvere il problema della successione maritando la figlia primogenita, Irene, ad Alessio Paleologo, al quale garantì il titolo di Despota (che comportava il diritto di successione all'imperatore stesso) e la secondogenita, Anna, a Teodoro Lascaris; alla morte di Paleologo, Teodoro ricevette il titolo di Despota.

### Ruolo durante la IV Crociata

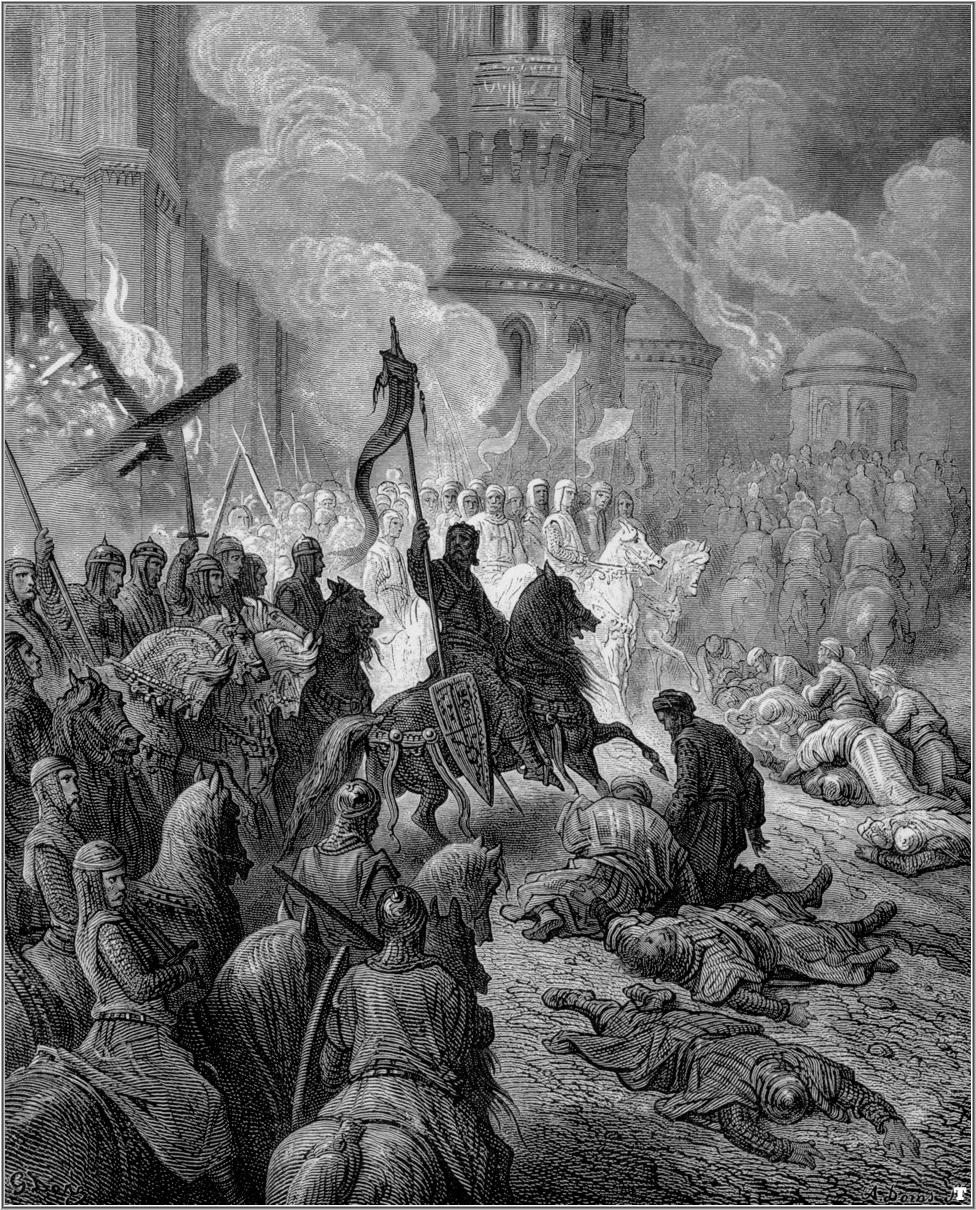
L'entrata dei crociati a Costantinopoli in un'incisione di Gustave Doré.

All'arrivo dei Crociati e dei Veneziani, al seguito del pretendente Alessio IV Angelo, figlio del Basileus Isacco II (deposto e accecato nel 1195 dal fratello Alessio III), Teodoro condusse diverse sortite contro i nemici ma, quando la capitale fu assediata, rimase al palazzo imperiale fino alla definitiva caduta della città, nella notte tra il 17 e il 18 luglio 1203.
A differenza del suocero, che era riuscito a fuggire dalla Capitale con la figlia primogenita, le insegne imperiali e una parte considerevole del tesoro, Teodoro fu catturato dai Crociati. Rimase in prigione fino al settembre dello stesso anno quando, "armato solo di saggezza pratica e di spirito coraggioso" (come scrisse Niceta Coniata), riuscì ad evadere e a nascondersi, per un breve periodo, in una chiesa dedicata a San Michele.
Temendo ritorsioni da parte di Alessio IV, la famiglia di Teodoro, inclusa moglie e figlie, si trasferì a Nicea mentre lui dovette spostarsi da una cittadina all'altra, in modo tale da evitare eventuali tentativi ci cattura o assassinio.
In tali circostanze, Teodoro rimase sostanzialmente estraneo al tentativo di reazione anti-crociata capeggiato da Alessio V Ducas e agli eventi che avrebbero poi condotto al breve regno di Costantino Lascaris, al saccheggio di Costantinopoli e alla fondazione dell'Impero Latino.

### Resistenza in Asia Minore
Al tempo dell'arrivo di Teodoro, l'Asia Minore era teatro di rivolte contro il governo imperiale: il nobile Teodoro Mangafa teneva Filadelfia, Saba Asideno la città di Priene e Niceforo Contostefano dominava la valle del Meandro. A seguito della caduta della Capitale, Teodoro agì come rappresentante del suocero Alessio III e ottenne la lealtà della Bitinia e della sua capoluogo, Bursa: in tali vesti effettuò numerosi viaggi per incoraggiare la resistenza contro i Crociati, ottenne il controllo delle imposte e offrì sussidi al Sultano di Rum affinché si schierasse contro i Latini.
Nella spartizione dei territori bizantini, i Crociati assegnarono il Ducato di Nicea a Luigi I di Blois e il Ducato di Filadelfia a Stefano di Perche i quali, approfittando anche dell'offensiva scatenata da Alessio I e Davide I Comneno, imperatori di Trebisonda, il 6 dicembre riuscirono a sconfiggere Teodoro a Pomemanum e a conquistare diverse fortezze in Bitinia
Dopo aver catturato e giustiziato Alessio IV e aver costretto Alessio III a cedere le insegne imperiali, i Latini conquistarono la Tracia, la Tessaglia e la Grecia settentrionale entro il dicembre del 1204, mentre in Epiro Michele Ducas, cugino dei precedenti imperatori, veniva costretto a giurare fedeltà a Papa Innocenzo III.
Rimasto sostanzialmente solo, Teodoro dovette subire una rinnovata offensiva da parte dei Latini, guidati da Enrico di Fiandra, i quali inflissero una dura sconfitta ad Adramittio all'esercito congiunto dei Lascaris e di Teodoro Mangafa. Nonostante la vittoria, tuttavia, i latini non poterono continuare l'offensiva in quanto l'imperatore Baldovino I, nel tentativo di contenere un'invasione bulgara, venne pesantemente sconfitto ad Adrianopoli.
Grazie ad Adrianopoli, Teodoro fu in grado, senza alcuna resistenza da parte delle deboli guarnigioni latine, a riconquistare i territori perduti e a consolidare il suo dominio sull'Asia Minore assorbendo i possedimenti di Mangafa e Asideno, grazie anche all'aiuto e al sostegno dei profughi greci in fuga dai domini latini in Europa; sempre in questo periodo trasferì la propria Capitale da Bursa a Nicea.

### Il regno

#### Incoronazione

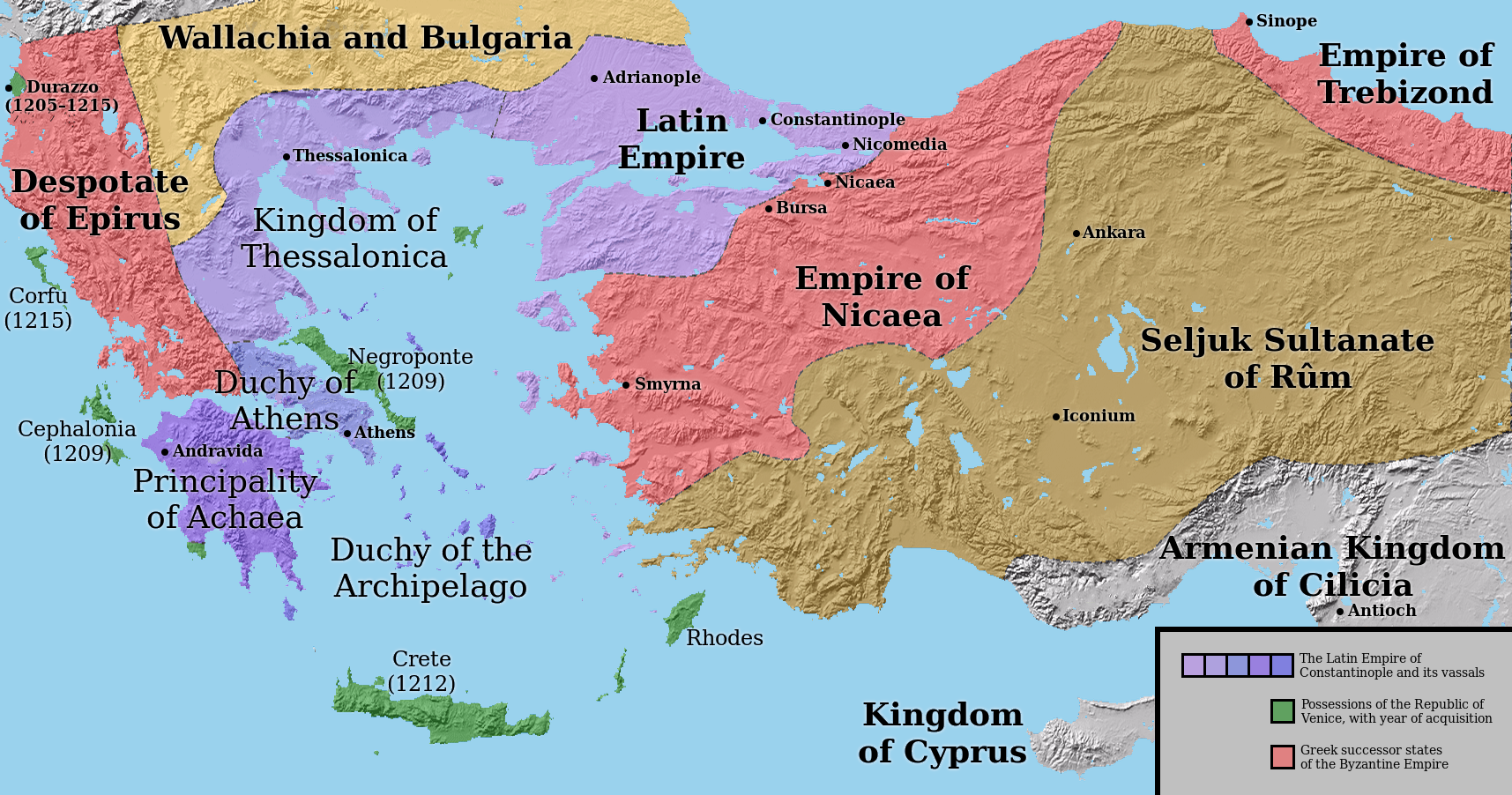
L'Impero Latino, l'Impero di Nicea, l'Impero di Trebisonda e il Despotato d'Epiro (i confini sono molto incerti).

Dopo aver respinto un tentativo di conquista da parte di Davide Comneno e una spedizione del Sultano di Iconio, Teodoro assunse formalmente il titolo di Basileus, in aperta sfida all'Imperatore Latino di Costantinopoli. La pretesa imperiale di Teodoro, però, non fu riconosciuta da molti Greci in quanto il Patriarca di Costantinopoli, Giovanni X Camatero, all'epoca in esilio in Tracia, rifiutò di trasferirsi a Nicea per consacrarlo formalmente.
Dopo aver formalmente reclamato il titolo imperiale, Teodoro accolse numerose famiglie nobili bizantine che avevano perso le loro tenute in Tracia, Tessaglia e Peloponneso e ricostruì un sistema amministrativo, sul modello di quello imperiale, garantendo importanti posizioni a ex ufficiali bizantini, tra cui lo zio della moglie, Basilio Ducas Camatero, già logothetes tou dromou e ricostruì una piccola flotta, affidando il comando al pirata calabrese Giovanni Sterione.
Tenne in massima considerazione i fratelli, che ricompensò con importanti titoli e incarichi civili e militari: conferì a Costantino il titolo di "despota", a Giorgio, Alessio e Isacco quello di "sebastocratore".
Alla morte del patriarca Giovanni Camatero nel giugno del 1206, la Chiesa Ortodossa di Costantinopoli chiese a Papa Innocenzo III l'autorizzazione di nominare un nuovo patriarca ma le autorità latine, nella persona del nuovo imperatore Enrico di Fiandra, non solo si opposero al progetto ma decisero di allearsi con Davide Comneno contro Teodoro Lascaris.
Temendo l'unione dei Latini e dei Comneni, Teodoro decise di lanciare un attacco preventivo contro Eraclea Pontica ma i Latini attaccarono la retroguardia dell'esercito dei Lascaris, costringendo Teodoro ad abbandonare la spedizione e a rivolgere la propria attenzione verso i Latini. Dopo una breve campagna, Enrico di Fiandra conquistò Nicomedia e Cizico, ma Teodoro riuscì a contenere l'offensiva alleandosi con l'imperatore Bulgaro; dopo alcune schermaglie nei pressi di Nicomedia fu stipulata una tregua di due anni.
Fallito ogni tentativo di persuadere Papa Innocenzo a consentire l'elezione di un nuovo patriarca e a riconoscere il governo di Nicea quale suprema autorità della comunità Ortodossa, Teodoro convocò un Concilio a Nicea durante la settimana santa nel 1208 che elesse un nuovo Patriarca Ecumenico nella persona di Michele Autoreiano. Il nuovo patriarca, come primo atto, incoronò e consacrò Teodoro come Imperatore e Autocrate dei Romani nel giorno di Pasqua del 1208.

#### Guerre

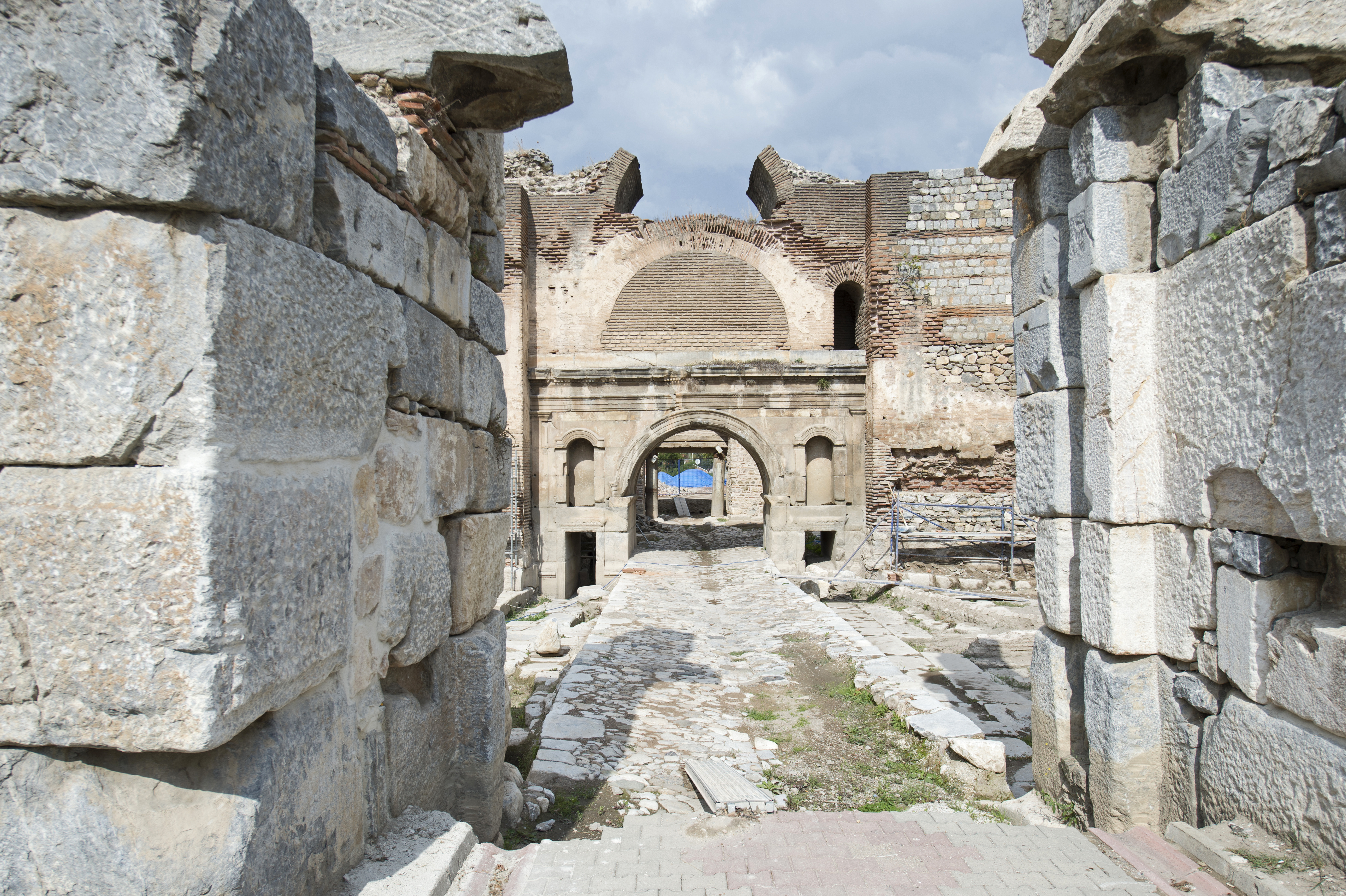
Rovine delle mura di Nicea, la capitale di Teodoro I Lascaris.

Dalle rovine dell'Impero Bizantino sorsero quattro stati: l'Impero di Trebisonda di Alessio e Davide Comneno, l'Impero Latino di Enrico di Fiandra, comprendente la Tracia e gran parte della Grecia, il Despotato d'Epiro sotto Michele I Ducas e l'Impero di Nicea nell'Asia Minore.
L'Equilibrio tra questi stati, tuttavia, rimase instabile, poiché i monarchi erano tutti rivali tra loro e sempre pronti a formare alleanze e coalizioni per contrastare i vicini: ad esempio Enrico di Fiandra concluse un'alleanza con il Sultano di Iconio Kaykhusraw I contro Teodoro Lascaris mentre costui si alleò con l'Impero di Bulgaria; quanto a Michele I Ducas, in qualità di vassallo dei Latini, accettò di pagare il riscatto per Alessio III Angelo, permettendogli di recarsi alla corte del Sultano per reclutare un esercito a sostegno delle proprie pretese al trono.
Dal momento che sia i Bulgari sia gli Epiroti desideravano la città di Tessalonica, Enrico era costretto a visitare regolarmente la città; conoscendo tale dettaglio, Teodoro, nella primavera del 1211, inviò una flotta contro Costantinopoli ma dovette tornare nella propria capitale di Nicea allorché il suocero, l'ex basileus Alessio III, invase l'Asia Minore insieme al Sultanato di Iconio Kaykhusraw.
Le due armate si incontrarono nella tarda primavera ad Antiochia sul Meandro: lo scontro, agli inizi, vide prevalere le truppe turche ma in seguito Teodoro riuscì a uccidere il sultano Kaykhusraw, in singolar tenzone; dopo la morte del sultano, le truppe persero mordente e furono costrette a ritirarsi, con pesanti perdite. Il successo di Teodoro fu totale: fu in grado di catturare il suocero, neutralizzando così le pretese di un rivale, e poté concludere un trattato di pace favorevole con il Sultanato d'Iconio.
A seguito della battaglia di Antiochia sul Meandro, Teodoro inviò lettere ai Greci per informarli della vittoria e per istigarli alla rivolta contro i latini ma senza esito. Nell'estate del 1211 Enrico di Fiandra attraversò il Bosforo e nell'ottobre dello stesso anno, nei pressi del fiume Rindaco ottenne una vittoria contro le truppe di Nicea, riuscendo a conquistare anche la importante città di Ninfeo; la vittoria, però non fu completa in quanto, privo di risorse, fu costretto a ritirarsi a Costantinopoli. Fu, pertanto, stipulata (in una data imprecisata tra il 1212 e il 1214) la Pace di Ninfeo mediante la quale i latini ottenevano la Troade, le città di Adramyttium, Achyraous, Lentiana e Poimanenon.
A seguito della pace, Teodoro promosse un intensivo programma edilizio, costruendo nuove fortezze e rafforzando le cinta murarie e promosse attivamente l'agricoltura, garantendo terre ad ufficiali e coloni.
In ogni caso, Teodoro si riprese rapidamente dalla sconfitta contro i Latini: nel 1214, approfittando di un conflitto tra la Serbia e l'Impero Latino, invase l'Impero di Trebisonda, conquistando la Paflagonia e la strategica città di Eraclea Pontica sul Mar Nero; a seguito di ciò, l'Impero di Trebisonda perse ogni possibilità di intervenire nella lotta per Costantinopoli.

#### Consolidamento
Gli ultimi anni del regno di Teodoro furono pacifici e dedicati al consolidamento dello stato e dell'esercito; il Basileus ricevette anche un'ambasciata da parte di Papa Innocenzo III volta alla riunificazione della Chiesa ma in ogni caso le trattative, soprattutto a seguito degli arresti di chierici e monaci ortodossi dell'ordine di chiusura di diversi monasteri nell'Impero Latino, furono inconcludenti.
Dopo la morte di Enrico di Fiandra e il breve regno di Pietro II di Courtenay, divenne reggente Iolanda di Fiandra, la quale diede sua figlia Maria in sposa a Teodoro Lascaris, in modo tale da prolungare la durata del trattato di pace tra Nicea e l'Impero Latino.
Alla morte di Iolanda di Fiandra nell'ottobre 1219, Teodoro inviò un'ambasciata a Costantinopoli proponendo le proprie pretese sull'Impero Latino, offrendo anche la possibilità di ricucire il Grande Scisma mediante la convocazione di un Sinodo a Nicea con la Partecipazione del Patriarca di Costantinopoli, di Gerusalemme e di Alessandria: l'iniziativa fu, tuttavia, ignorata dai baroni latini ignorarono l'ambasciata e dalla Chiesa Ortodossa, che rigettò l'unificazione.
Nell'Agosto del 1219, su richiesta di Jacopo Tiepolo, Baillo di Venezia a Costantinopoli, Teodoro promulgò una crisobolla mediante la quale riconosceva ai veneziani il diritto di commerciare liberamente nell'Impero di Nicea, senza dazi. L'anno seguente il Basileus tentò nuovamente di conquistare Costantinopoli con la forza ma fu respinto e ancora una volta fu restaurata la tregua tra Latini e Nicea.

#### Morte ed eredità
Teodoro morì nel novembre 1221; non avendo avuto figli maschi, designò quale erede il genero, Giovanni Ducas Vatatze, marito della sua figlia primogenita, Irene. La designazione, tuttavia, fu contestata dai fratelli del defunto imperatore, Alessio e Isacco, i quali si recarono in esilio a Costantinopoli e tentarono, senza esito, di reclamare il trono. Fu sepolto accanto al suocero e alla prima moglie al monastero di San Giacinto in Nicea.

## Giudizi
L'importanza storica di Teodoro fu quella di aver salvato l’Asia Minore dall'occupazione Latina e di aver, dal nulla, posto le basi per uno stato solido e capace di divenire una copia fedele di quello caduto nel 1204: restaurò il Patriarcato Ecumenico, ricostruì un'amministrazione efficiente, concesse numerose pronoia a nobili esuli dai domini dei Latini, emise monete in elettro e biglione e fu in grado di ottenere il riconoscimento dei propri territori da parte dei Veneziani e degli stessi Latini.
I suoi successi furono, in non piccola parte, dovuti alla sua personalità e alle sue iniziative: tenne una corte itinerante, viaggiando da città in città per garantirsi i sostegni della popolazione e dei nobili, attirò a sé mercenari latini offendo loro salari più alti rispetto ai propri rivali e non disdegnò di comandare in prima persona le proprie armate.

## Famiglia
Dalla prima moglie,
- Anna Comnena Angelina (1176-1212), sposata nel 1199, Teodoro ebbe tre figlie e due figli morti in giovane età:
  - Nicola Lascaris († 1212 c.a.)
  - Giovanni Lascaris († 1212 c.a.)
  - Irene Lascarina († 1239), che sposò in prime nozze il generale bizantino Andronico Paleologo e dopo la di lui morte Giovanni III Vatatze;
  - Maria Lascarina (1206-1270), che sposò il re d'Ungheria Béla IV;
  - Eudocia Lascarina, fidanzata a Roberto di Courtenay, che sposò (prima del 1230) Anseau di Cayeux, governatore dell'Anatolia.

Dopo la morte di Angelina, Teodoro sposò nel 1214,
- Filippa d'Armenia (1183; dopo il 1219), figlia di Ruben III d'Armenia. Il matrimonio fu annullato per motivi religiosi nel 1216. Dalla coppia nacque comunque un figlio:
  - Costantino Lascaris (nato 1214), che divenne duca di Tracia.

Teodoro sposò in terze nozze, nel 1219,
- Maria di Courtenay (1204-1222), figlia dell'imperatore latino Pietro II di Courtenay (1155-1219) e di Iolanda di Fiandra (1175-1219), ma da lei non ebbe figli.